# Население на Източен Тимор
Населението на Източен Тимор според преброяването през 2015 година е 1 183 643 души.

## Възрастов състав
(2015)
- 0-14 години: 39,1% (мъже 238 994/ жени 223 663)
- 15-64 години: 55,1% (мъже 329 365/ жени 323 059)
- над 65 години: 5,8% (мъже 32 753/ жени 35 809)

## Коефициент на плодовитост
- 2004 – 7,2
- 2010 – 5,9
- 2015 – 4,7

## Религия
- 93 % – християни
  - 90 % – католици
  - 3 % – протестанти
- 4 % – мюсюлмани
- 0,5 % – индуисти

## Език
Официални езици са тетум и португалски.